# Ваныкин, Дмитрий Яковлевич
Дмитрий Яковлевич Ваныкин (1816, Тула — 17 июля 1900, Тула) — русский купец, предприниматель с миллионным состоянием, меценат.

## Биография

### Происхождение
Первые сохранившиеся данные о купеческом роде Ваныкиных относятся к 1770—1780 годам. Представитель семьи А.Ю Ваныкин стал представителем московского купечества. Анисим Юдин Ваныкин женился на дочери Московского купца В. И. Ерина. Свадьба состоялась в 1789 году, через год родился сын Гаврила. Ваныкины были фабрикантами и купцами первой гильдии
Представители купеческой династии жили в Туле. Яков Филиппович Ваныкин был купцом 3-й гильдии. Его женой стала Анна Трофимовна Красноглазова, дочь тульского купца 1-й гильдии Трофима Дмитриевича Красноглазова, который держал меховую и свечную лавки у Одоевских ворот Тульского кремля и лавку на Хлебной площади. Приданным дочери стали два дома на улице Калужской. В 1816 году в семье Якова и Анны Ваныкиных родился Дмитрий Яковлевич Ваныкин.

### Деятельность
В наследство от родителей Дмитрий Ваныкин получил крупный капитал, который смог увеличить за очень скромный временной отрезок. Начинал он свою работу с области ритуальных услуг, занимался также и другой деятельностью — на современной улице Революции у него был свой посудно-хозяйственный магазин.
Дмитрий Яковлевич женился на девушке из купеческого рода Баташевых, но она вскоре умерла, как и их единственная дочь. Купец вел уединенный образ жизни, но оказывал помощь тем, кто в этом нуждался.
В 1852—1853 годах он был избран кандидатом в гласные, в 1853—1854 годах кандидатом на должность купеческого старосты. В 1858 году был казначеем квартирной комиссии. В 1861 году кандидатом в казначеи тюремного комитета.

### Благотворительность
Ваныкин много завещал на благотворительные цели. Город получил около 2 миллионов рублей. Часть денег (325 тысяч рублей серебром) были пожертвованы на строительство городской больницы.
Ваныкин также пожертвовал 3000 рублей городской библиотеке, 15 тысяч рублей обществу тульских врачей, 10 тысяч рублей дому призрения бедных, 10 тысяч рублей обществу земледельческих колоний, по 5 тысяч рублей Ксениевскому, Красноглазовскому, Николаевскому и Михайловскому детским приютам, 2000 рублей духовному училищу, 2000 рублей семинарии, 1000 рублей епархиальному училищу, 2000 рублей реальному училищу, 3000 рублей на снабжение выздоравливающих в больнице одеждой и обувью. Также он завещал ночлежному дому 150 тысяч рублей, 15 тысяч рублей 30 домам для бедных, 20 тысяч рублей богадельне Петровской, 3000 рублей дому трудолюбия, 3 тысячи рублей Тульскому городскому попечительству, 3 тысячи рублей обществу приказчиков, 1500 рублей общине сестер милосердия, 3000 рублей попечительству о слепых, 2000 рублей бедным ученикам мужской гимназии, 2 и 3 тысячи рублей бедным ученикам I и II женских гимназий. Дмитрий Ваныкин также завещал деньги церквям: 25 тысяч рублей Казанской, по 3 тысячи рублей Благовещенской, Воздвиженской, Петропавловской, Знаменской, Феодосьевской, Двенадцати апостолов, 2 тысячи рублей Ильинской, 1500 рублей Всехсвятской.
В начале 1904 года городская дума Тулы начала рассматривать вопрос строительства ночлежного дома. Часть денег, завещанных купцом, должны были выделить на строительство дома, оставшиеся — на его содержание. В 1908 году ночлежный дом открылся. Он представлял собой трехэтажное здание. На первом этаже были столовая, кладовая и буфет, на втором этаже — отделения для посетителей. В доме могло быть одновременно 210 мужчин и 40 женщин. Здание сохранилось до нашего времени и расположено по адресу: улица Коминтерна, 28.
6 февраля 1903 года стартовал конкурс на разработку проекта для устройства больницы. В конце февраля 1904 года общество архитектором начало рассматривать заявки. Победили 2 проекта, которые потом были переработаны городским архитектором В. Н. Сироткиным и адаптированы под имеющийся бюджет. В 1905 году началось строительство. Под постройку больницы отвели участок площадью 5 га. Для большего удобства приняли решение построить канализационную сеть с системой биологической очистки. Строительные работы завершились в декабре 1907 года. Было построено 7 больничных зданий, на это было максимум потрачено 300 тысяч рублей, приобретено инженерное и медицинское оборудование. В новой больнице было 7 корпусов, в которых была аптека, приемное отделение, операционные, инфекционная амбулатория, дезинфекционные камеры и другие необходимые помещения. 25 января 1908 года больница приняла первых посетителей.
В июне 1914 года при больнице построили холерный барак. Для постройки здания использовался кирпич, было центральное отопление, работали электрические лампы. Лекарства в больнице были бесплатными. Ежегодно на содержание больницы и персонала уходило около 40 тысяч рублей.

### Смерть
В 1898 году Ваныкина поразил инсульт — он потерял возможность ходить. Чувствуя, что конец его близок, он поручил составить завещание, которое он даже не смог лично подписать из-за болезни. Засвидетельствовали завещание 6 его врачей (М. М. Федорченко, Ф. С. Архангельский, Р. А. Дрейер, Н. А. Кнерцер, Г. О. фон Гартман, К. А. Бейнар).
Дмитрий Яковлевич Ваныкин умер 17 июля 1900 года. 20 декабря 1900 года доверенные лица внесли пожертвованную сумму в банк, завещание же передали в городскую Думу

## Память

Мемориальная доска памяти Дмитрия Ваныкина на стене корпуса построенной им больницы в Туле

- 12 июля 1908 года по решению городских властей, близлежащая к больнице улица стала называться Ваныкинской[2]
- До 1917 года больница именовалось «Тульская городская имени тульского купца Ваныкина больница»[2] В настоящее время — Тульская городская клиническая больница скорой медицинской помощи им. Д. Я. Ваныкина[4].
- В настоящее время на стене исторического главного корпуса больницы установлена мемориальная доска памяти Дмитрия Ваныкина